# Villalquite
Villalquite es una localidad del municipio leonés de Valdepolo, en la Comunidad Autónoma de Castilla y León. Es un pequeño pueblo cerca de Mansilla de las Mulas, situado junto al río Esla.
La iglesia está dedicada a La Asunción.

## Localidades limítrofes
Confina con las siguientes localidades:
- Al norte con San Miguel de Escalada.
- Al noreste con La Aldea del Puente.
- Al este con Saelices del Payuelo.
- Al noroeste con Vega de los Árboles.

## Demografía
Evolución de la población
| Gráfica de evolución demográfica de Villalquite entre 2000 y 2017  |
|                                                                    |
| Población de derecho (2000-2017) según el padrón municipal del INE |

## Historia
Así se describe a Villalquite en el tomo XVI del Diccionario geográfico-estadístico-histórico de España y sus posesiones de Ultramar, obra impulsada por Pascual Madoz a mediados del siglo XIX:

Lugar en la provincia y diócesis de León (5 leguas), partido judicial de Sahagún (5), audiencia territorial y capitanía general de Valladolid (21), ayuntamiento de Valdepolo; Situado en la ribera de Gradefes, sobre terreno llano; su clima es templado, y sujeto a tercianas, y constipados. Tiene 16 casas; escuela de primeras letras por temporada; iglesia parroquial (Nuestra Señora de la Asunción), servida por un cura; una ermita (San Antonio Abad); y una fuente de regulares aguas. Confina con Aldea del Puente, Matamoral, Saelices del Payuelo, y Vega de los Árboles. El terreno es de mala calidad, y le bañan las aguas del Esla. Los caminos son locales; recibe la correspondencia de Mansilla de las Mulas. Producciones: centeno, algún trigo, legumbres y pastos; cría ganados, caza de liebres, perdices y gansos, y pesca de truchas, barbos, anguilas y otros peces. Población: 14 vecinos, 60 almas. Contribución: con el ayuntamiento.
Diccionario geográfico-estadístico-histórico de España y sus posesiones de Ultramar